# For Lester and Billie
For Lester and Billie – A Tribute to Lester Young and Billie Holiday är ett musikalbum från 1984 med Monica Zetterlund.

## Låtlista
1. Lester Leaps In (Lester Young) – 4'36
2. East of the Sun (Brooks Bowman) – 3'55
3. There Will Never Be Another You (Harry Warren/Mack Gordon) – 4'22
4. I Should Care (Paul Weston/Axel Stordahl/Sammy Cahn) – 4'34
5. I Wished on the Moon (Ralph Rainger/Dorothy Parker) – 5'07
6. Jumpin' with Symphony Sid (Lester Young) – 3'48
7. What's New? (Bob Haggart/Johnny Burke) – 5'39
8. Billie's Blues (Billie Holiday) – 6'20
9. For All We Know (Fred Coots/Samuel Lewis) – 4'33
10. But Beautiful (Jimmy Van Heusen/Johnny Burke) – 2'48
11. Blue Lester (Lester Young) – 6'25
12. He's Funny That Way (Richard Whiting/Neil Moret) – 5'47
13. I've Found a New Baby (Spencer Williams/Jack Palmer) – 4'33
14. My Man (Maurice Yvain/Channing Pollock) – 3'58
15. Lady Be Good (George Gershwin/Ira Gershwin) – 4'17

## Medverkande
- Monica Zetterlund – sång (spår 2, 4, 7, 10, 12, 14)
- Nisse Sandström – tenorsaxofon
- Horace Parlan – piano
- Red Mitchell – bas